# Saint-Michel-Tubœuf
 Saint-Michel-Tubœuf  es una población y comuna francesa, situada en la región de Baja Normandía, departamento de Orne, en el distrito de Mortagne-au-Perche y cantón de L'Aigle-Est.

## Demografía
| 348 | 334 | 413 | 527 | 543 | 533 |
| Para los censos de 1962 a 1999 la población legal corresponde a la población sin duplicidades (Fuente: INSEE [Consultar]) |     |     |     |     |     |